# Universidad de Cervera
La Universidad de Cervera es un edificio construido entre 1718 y 1740 ubicado en el municipio de Cervera, en la comarca de la Segarra (Lérida), España.

## Creación de la Universidad de Cervera
Tras su victoria en la guerra de sucesión española, el nuevo rey Felipe V de España decretó la abolición de las siete universidades catalanas existentes antes de 1714 (Barcelona, Lérida, Gerona, Tarragona, Vich, Solsona y Seo de Urgel) —«por cuanto las turbaciones pasadas del Principado de Cataluña obligaron a mi providencia a mandar se cerrasen todas sus universidades, por haber los que concurrían en ellas fomentado muchas inquietudes»— y su sustitución por una única universidad ubicada en Cervera que recibió el privilegio de tener el monopolio de la edición de todos los libros docentes, lo que le «otorgaba un margen notable de control ideológico y lingüístico». En el decreto de supresión definitiva de la Universidad de Barcelona, promulgado en octubre de 1717, también se alegaba que «las Universidades eran fomento de maldades quando [sic] debían ser de virtudes» y la «inconveniencia del gran concurso de estudiantes que ya fueron en las turbaciones causa de motines y jefes de movimientos tomando las armas con toda la frescura de su edad y travesuras».
Según Núria Sales, pudo haber un segundo motivo en la decisión: que el nuevo régimen borbónico consideraba que se debía evitar la popularización de la enseñanza, «el abuso de muchos plebeyos se aplican al estudio de la jurisprudencia». Por otro lado, esta misma historiadora señala que Cervera fue elegida para ser la sede de la única universidad catalana (decreto del 11 de mayo de 1717) porque se trataba de «una ciudad pequeña, tranquila y de poco vecindario» (poco más de dos mil habitantes), aunque según Agustí Alcoberro fue elegida para premiar su apoyo y fidelidad a la causa del borbón Felipe V durante la guerra de sucesión española, frente a los austracistas. Y a la pregunta que Nuria Sales se formula de que «hasta qué punto fue Cervera un elemento lingüísticamente descatalanizador», ella misma responde: «No es fácil de saber. En las universidades catalanas del siglo XVII mucha cosa se hacía en latín, de manera que el idioma desplazado (y no del todo) fue quizás este y no el catalán; pero por otra parte, no es lo mismo la hegemonía académica del latín, lengua muerta, que la hegemonía académica compartida por el latín con el castellano, lengua viva».
El historiador Roberto Fernández ha señalado que la creación de la Universidad de Cervera «vino a significar algo así como la Nueva Planta cultural de Cataluña. Una creación que, sin embargo, no debemos entenderla como una actitud puramente represiva, sino que también resultó un intento de racionalización de la precaria estructura universitaria del principado… Una creación que pretendía gestar una entidad del mismo calibre al de otras importantes universidades españolas…».

## Evolución histórica

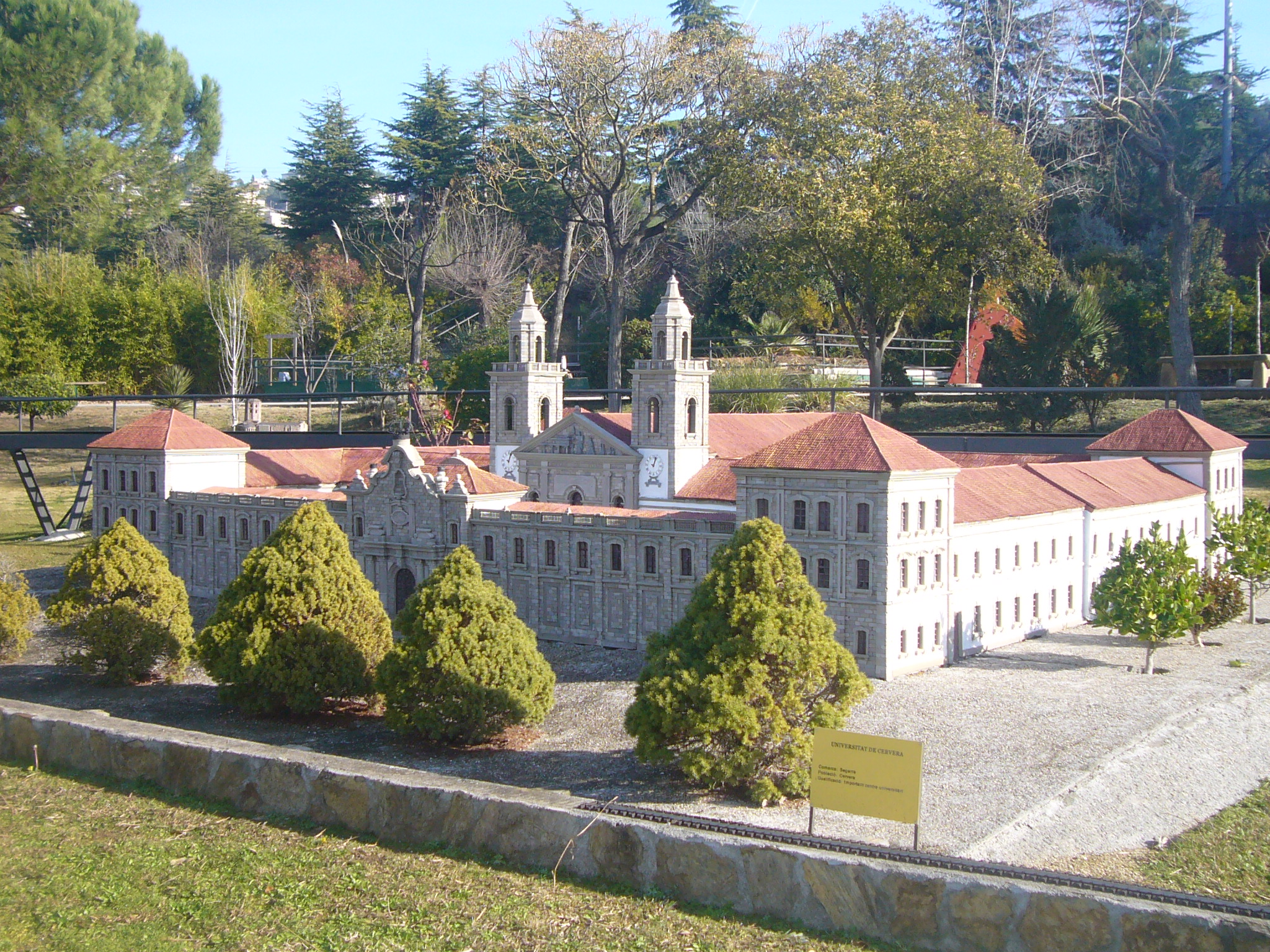
Maqueta del edificio, en Cataluña en Miniatura.

La construcción del edificio se prolongó entre 1718 y 1740, albergando las facultades de Teología, Humanidades, Medicina, Filosofía y Derecho. Por sus aulas pasaron personalidades como José Finestres y Monsalvo, Narciso Monturiol, Juan Prim, Jaime Balmes i Urpià o Manuel Milá y Fontanals. No obstante, en 1842 la universidad fue trasladada a Barcelona.
Se trata de un gran edificio de planta rectangular proyectado inicialmente por el arquitecto Francesc Soriano que finalmente fue ejecutado por Miguel Marín. Los años que duró su construcción explican los dos estilos claramente diferenciados. Durante la primera fase de la construcción se siguió una línea barroca —reflejada en la fachada principal— mientras que durante la segunda etapa predominó el estilo neoclásico —plasmado en la fachada interior—.
En el final de la guerra civil española, el monumental edificio es utilizado por las tropas franquistas como campo de concentración de prisioneros republicanos, siendo cerrado temporalmente en diciembre de 1939. A mediados de 1940 es reabierto para recluir, durante más de un año, a ciudadanos extranjeros que huían de la Francia ocupada por los nazis en la Segunda Guerra Mundial. Su capacidad oficial era de 5.000 internos.
Actualmente el edificio tiene diversas funciones: alberga el Instituto Francés, un centro de recursos pedagógicos, el Archivo Comarcal de la Segarra, una biblioteca, un instituto de Enseñanza Secundaria y Bachillerato y un centro asociado a la UNED.